# Lina Roessler
Lina Roessler, née le 1er janvier 1985 à Toronto, est une actrice, scénariste et une réalisatrice canadienne.
Elle est connue pour ses rôles principaux dans Ashes and Snow, The privileged ou encore Tainted. Elle s'est également fait connaitre au grand écran avec son rôle de Ciara dans Lost Girl.
Elle est la réalisatrice de trois courts métrages qui ont à chacun une renommée critique : Little Whispers : The Vow, Winter, Mustard Seed et puis Shell of a Dead One en développement depuis 2018.
Son premier long métrage Best Sellers (film) est une coproduction officielle entre le Canada et le Royaume-Uni produite par Wishing Tree Production, Item 7 et Wacki Productions. Le film a été écrit par Anthony Grieco et met en vedette Michael Caine et Aubrey Plaza. La sortie en salle est prévue pour 2021.

## Biographie
Lina Roessler a étudié l'anglais et la rédaction créative à l'Université Concordia, a reçu un diplôme d'interprétation de l'American Academy of Dramatic Arts à New York, et a obtenu un MFA en production cinématographique à l'Université York. Ses accomplissements en tant qu'actrice pour son rôle récurrent de Ciara dans Lost Girl, ainsi que ses apparitions dans des séries telles que Private Eyes, Les Enquêtes de Murdoch, Supernatural, et Killjoys lui ont valu une reconnaissance au sein de l'industrie cinématographique.
Parallèlement à sa carrière d'actrice, Lina Roessler écrit et réalise des courts métrages qui lui valent une renommée internationale. En 2019, elle tourne son premier long métrage, Best Sellers, comprenant une distribution de premier plan avec Michael Caine, Aubrey Plaza, Cary Elwes, Scott Speedman ainsi que la Canadienne Ellen Wong. Le film est sélectionné dans la compétition officielle de la Berlinale 2021.

## Carrière
Son premier film, Little Whispers : The Vow (2014), a été projeté dans des dizaines de festivals, dont le TIFF Kids et a remporté le premier prix du meilleur court-métrage pour enfants au Rhode Island International Film Festival.
Winter, (2016) le deuxième film de la série Little Whispers, a remporté plusieurs prix, dont le A&E Short Film Award, et a été présenté en première canadienne au TIFF Kids. Le deuxième court-métrage de la réalisatrice a par la suite été sélectionné pour être projeté à Cannes dans le cadre du programme " Not Short on Talent " de Téléfilm Canada.
Mustard Seed (2017), sa thèse, est le troisième court-métrage de sa série. Le film a remporté des prix importants, notamment un Golden Sheaf Award pour le meilleur film d'étudiant, le meilleur film national de l'Université de Winnipeg, le prix Heart, Minds and Souls à Rhode Island et a été désigné comme l'un des dix meilleurs films canadiens de 2017 au TIFF.
Lina était membre du TIFF Talent Lab 2017 et a été invitée au Berlinale Talents Campus et à la Short Script Station avec son quatrième projet de court-métrage en 2018. Son scénario de long-métrage, The Rescuer, s'est classé parmi les dix premier au concours de scénarios du Festival du film canadien, puis au concours de scénarios de Women in Film de Vancouver. Il a par ailleurs été quart de finaliste à la Slamdance Screenplay Competition de 2018. Elle a été l'une des dix scénaristes du Canada invitées à participer à l'atelier des scénaristes du TIFF, en 2019.
Récemment, Lina a reçu le prix Best In Showcase de WIFT- T.
Lina Roessler est aussi connue pour avoir joué dans quelques pièces sur scène à New York, citons "Hurlyburly" (St. Marks Theatre), "Hamlet" (La Terrazza Theatre), et les premières new-yorkaises de "Sitting Pretty" (Hypothetical Theatre) et "Zarathustra Said Some Things, No ? (Bridge Theatre). Sur scène, à Montréal, elle a joué dans Doubt (Centaur Theatre), Beach House, Burnt Sienna et Barnacle Wood (Infinitheatre).

## Filmographie

### Actrice
- 2010 : Neige et cendres (Ashes and Snow) de Charles-Olivier Michaud : Sophie St-Laurent
- 2010 : Liens criminels (en) (Ties That Bind) de Frédérik D'Amours : Bethany
- 2011 : Funkytown de Daniel Roby : Sabrina
- 2011 : Sur le rythme de Charles-Olivier Michaud : Sarah Greene
- 2011 : Lost Girl de Michelle A. Lovretta : Ciara
- 2012 : The Conspiracy de Christopher MacBride : Tracy
- 2013 : The Privileged de Leah Walker : Tara Levy-Hunter
- 2016 : La Neuvième Vie de Louis Drax (The 9th Life of Louis Drax) de Alexandre Aja : Caitlin
- 2020 : Tainted de Brent Cote : Adalina

### Réalisatrice et scénariste

#### Longs-métrages
- 2021 : Best Sellers

#### Courts-métrages
- 2014 : Little Whispers : The Vow
- 2016 : Winter
- 2017 : Mustard Seed
- 2018 : Shell of a Dead One

#### Seulement scénariste
- 2018 : The Rescuer, long métrage, finaliste de la Slamdance Screenplay Competition.

## Distinctions

### Récompenses
- Rhode Island International Film Festival : Best Children's Short The Vow (2014).
- A&E Short Filmmakers Award : Winner for Winter, (2018).
- Lakeshore Arts Exceptional Women in Film Award : Winner for Winter, (2018).
- Rhode Island Intl. Film Fest Hearts : Souls & Minds Award for Mustard Seed, (2017).
- Golden Sheath Awards : Best Student Film Yorkton Intl. Film Festival for Mustard Seed, (2018).
- University of Winnipeg Film Festival : Best National Film for Mustard Seed, (2018).
- International Student Film Festival Belgrade : Best National Film for Mustard Seed,(2018).
- WIFT : Best of Showcase Award for Mustard Seed, (2019).